# 中華工學院
中華工學院（1990－1997年），於1990年由民間在臺灣新竹市創辦，為新竹地區首間民辦、以工程見長的高教體系學府。之後陸續增加許多管理、人文、觀光等非理工科系，成為一所綜合大學。1997年改制為中華大學。

## 歷史

### 背景
中華工學院的歷史可以追溯到1980年代。當時，台灣已限制私人興學長達13年。然而，隨著解除戒嚴，社會環境轉變，自由開放的風潮迅速興起，高等教育從菁英走向普及的呼聲漸起。此外，經濟建設的起飛，各產業對於高級技術人才需求也急速增加。因此，中華民國教育部於1985年頒布《開放新設私立學校處理要點》，允許民間籌設工學院、醫學院、技術學院以及二專和五專。從此而後，台灣私辦學校即如雨後春筍般蓬勃發展起來。

### 籌設（1987-1990）
1987年，15位有志興學的新竹地方人士以落實科技教育、增加推廣教育管道為宗旨，集資籌設新竹第一所民辦大學——中華工學院。這15位出資者，現今被認為是中華工學院的創始人。
同年，在茄苳湖山成立籌設機構，隔年3月設校申請獲准。1990年，中華工學院正式在新竹市郊的東香里茄苳段成立並開始招生，與高雄工學院、長庚醫學院、元智工學院、大葉工學院、華梵工學院等，同為臺灣解除戒嚴前後第一批成立的高等學府。

### 創校時期（1990-1994）
中華工學院創校初始便以發展為中型的綜合大學為目標，並配合新竹的高科技工業發展的環境及需求，設立了電機工程、資訊工程、工業管理、土木工程、建築與都市計畫等五個學系。首任校長為航太工程學家劉通敏博士。第一屆招收215名學生；其中男生206人，女生9人。隔年成立碩士班，第一屆招收38人；其中男生37人，女生1人。1992年陸續成立夜間部、推廣教育中心，第一屆夜間部招收五班共170人。1993年舉行了首屆碩士班的畢業典禮，也是學校第一次的畢業典禮。1994年教育部頒布《師資培育法》取代《師範教育法》，師資培育機構由原師範校院擴大為各大學校院，於是中華工學院立即開辦教育學程。1996年教育部開放大學附設二年制技術學校政策，中華工學院與淡江、元智、義守等19校率先將二技學系納入招生，以高教體系豐富的資源及設備吸引技職體系學生就讀技術系。

### 改大時期（1995-1997）
在過去的臺灣，大學的經營與管理處處受到政府管制。1994年，中華民國教育部修正大學法，確定「大學自治」和「學術自主」的原則，政府對大學的管理做了相當程度的鬆綁。因此眾多公私立高等教育學府無不加速發展，前仆後繼地投入豐沛的資源進行建設。而中華工學院是新竹民辦大學中，起步較早，最具影響力的學校。自1994年起，中華工學院即向教育部提出申請改名大學，並依教育部的要求加速建設學校。
同年，交通大學圖書館館長林樹獲聘為校長，他憑藉著其深厚的學術背景推動中華工學院邁向綜合大學。在此時期，學校的共同科和人文社會科學皆獲得很大的發展；通識教育中心、師資培訓中心、外文系、行政管理系相繼成立。至1996年，中華工學院已發展為日、夜間部合計5500餘人的大型學院，並於該年舉行了第一屆運動會；綜合一館、土木館、體育場、中華湖等設施也於此時完工啟用，一所綜合大學校園已然成形。1997年，教育部審批通過，包含中華工學院在內等九所學院獲准改為大學，中華工學院遂更名為中華大學。

## 組織與行政
中華工學院依大學法的規定，設有三處、六室等行政單位。最高組織單位為董事會，職位下設校長統合學校各單位所負責之相關業務：分別設有校務會議、行政會議；以下在行政方面設有秘書長、教務處、學生事務處、總務處、圖書館、會計室、人事室及各委員會。在教學體系上，至1996年，共有19個學系及5個碩士班研究所，另設有共同科、夜間部、電子計算機中心、語言中心等單位。

### 歷任院長
- 1990年8月－1993年7月：劉通敏。
- 1993年8月－1993年11月：教務長蔡永培代理院長。
- 1993年11月－1994年7月：沈文叔。
- 1994年8月－1998年7月：林樹。

### 院系設置
| 年份     | 1990年  | 1991年                 | 1992年                            | 1993年                            | 1994年                            | 1995年                            | 1996年                                     |
| -------- | ------- | ---------------------- | --------------------------------- | --------------------------------- | --------------------------------- | --------------------------------- | ------------------------------------------ |
| 總系所數 | 5系     | 6系2所                 | 7系3所                            | 9系4所                            | 11系5所                           | 14系5所                           | 19系5所                                    |
| 總班級數 | 日：5班 | 日：15班 研：2班       | 日：27班 研：5班 夜：5班          | 日：41班 研：7班 夜：10班         | 日：52班 研：9班 夜：16班         | 日：61班 研：10班 夜：22班        | 日：70班 研：10班 夜：29班 技：3班         |
| 總學生數 | 日：215 | 日：650 研：38 總：688 | 日：1334 研：103 夜：170 總：1607 | 日：2149 研：181 夜：372 總：2702 | 日：2808 研：245 夜：740 總：3793 | 日：3054 研：259 夜：990 總：4303 | 日：3591 研：310 夜：1192 技：300 總：5393 |

## 校園環境

### 校園建築

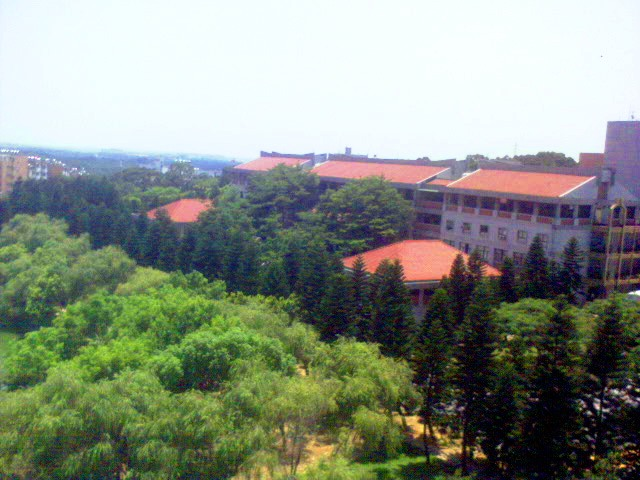
行政教學大樓

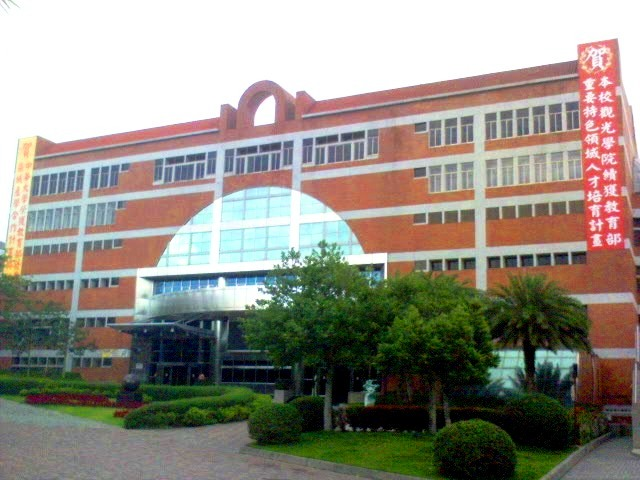
圖書館

行政教學大樓創校時首先興建的館樓，1990年竣工啟用，是中華工學院開校時期，擔負教學、研究、實驗、實習、圖書室的綜合性建築物。行政教學大樓由建築師陳榮村教授設計，是一幢帶有中國風的現代建築，造型中具備中國古典建築的對稱、厚實、嚴肅等特質，並以出陛、斜屋頂和山牆表達中國建築的概念，以中國文化的再詮釋，來塑造一現代中國大學的建築型態。建築物座西向東，左右兩翼為演講廳，在高樓層設計了大面積開窗，並將中國屋頂的單脊改為雙脊，創造了天窗透光走廊，另一方面仍保持閩南民居燕尾的意象。行政教學大樓後來改為建築與規劃學院。正門大廳懸掛有創校時，中華民國總統李登輝所頒之匾額「弘道育才」一面。
第一宿舍、第二宿舍第一宿舍位於校區西側，內含學生餐廳，提供中華工學院學生住宿生活的空間。隨著系所規模迅速成長，學校需要更多的住宿空間以提供學生充足的生活的環境，遂興建第二宿舍。第二宿舍與第一宿舍相連，樓高八層，迄今仍為中華大學最高聳的建築物。2009年分別以校訓命名為勤樓、樸樓。
圖書館位於茄苳湖山南麓，面對白馬湖及學校正門。1992年完工後，圖書館、行政單位、部分科系陸續遷入圖書館大樓。
國際會議廳位於鴨仔湖畔，內有大型會議廳、兩間會議室，可用於大型會議、研討會、座談會、學術發表、專案簡報等用途。另外，國際會議廳建築含有中華工學院唯一的室內運動場。
1994年以後，隨著教育部對大學政策逐步開放，為了爭取改為大學，中華工學院加速建設的腳步，規劃興建綜合一館、綜合二館、綜合三館、綜合四館，並於1996年完成了綜合一館、土木館、運動場。
綜合一館中華工學院改大前新建的教學大樓，位置與行政教學大樓相對，1996年六週年校慶落成啟用，機械系、資工系、電機系等系所遷入該館。
土木館中華工學院改大前新建的教學建築，1996年六週年校慶落成啟用，位於運動場東側，二樓網球場與運動場同高。土木館在九二一地震時受損，拆除，原址另建工程二館。
| 中華工學院建物名稱 | 樓地板面積 | 1990年 | 1991年 | 1992年 | 1993年 | 1994年 | 1995年 | 1996年 | 現況                     |
| ------------------ | ---------- | ------ | ------ | ------ | ------ | ------ | ------ | ------ | ------------------------ |
| 三合院             | 120m2      |        |        |        |        |        |        |        | 已拆除。原址新建校史室   |
| 湖濱教職員宿舍     | 293m2      |        |        |        |        |        |        |        | 武術教室                 |
| 行政大樓           | 8242m2     |        |        |        |        |        |        |        | 建築暨規劃學院           |
| 學生第一宿舍       | 6543m2     |        |        |        |        |        |        |        | 勤樓                     |
| 學生第二宿舍       | 7117m2     |        |        |        |        |        |        |        | 樸樓                     |
| 圖書館大樓         | 19215m2    |        |        |        |        |        |        |        | 行政暨圖書大樓           |
| 國際會議廳         | 1907m2     |        |        |        |        |        |        |        | 國際會議廳               |
| 綜合一館           | 8755m2     |        |        |        |        |        |        |        | 工程一館                 |
| 土木實驗館         | 997m2      |        |        |        |        |        |        |        | 已拆除。原址新建工程二館 |

## 中華工學院圖書館
中華工學院圖書館在開校時即成立，其主要功能在於支援學校的教學與研究活動。建館之初，館舍位於校內行政大樓三樓右側，當時的藏書量約兩萬餘冊。1992年，利用電腦及資訊相關技術進行了圖書館自動化，大幅度地改善了圖書館中的各項作業流程與服務效率。1993年遷館至行政暨圖書資訊大樓六樓，成為一較完整且較具規模的圖書館空間。1997年，中華工學院圖書館隨著學校更名為中華大學圖書館。歷任館長為詹武忠、王彥博、李伯超、劉福勳。

## PowerBBS

方城資訊站進站畫面

1993年，資訊工程系學生陳紹俊、郭耿言合作開發出一種主從式架構的電子佈告欄系統，命名為「PowerBBS」，並以此架設了「中華方城資訊站」。隔年6月註冊使用者數即累積超過一萬人，成為當時中文BBS中頗具規模的站台之一。隨著使用人數成倍成長，林逸祥、徐奭傑、蔡智強等陸續加入站長團隊。1995年起支援藍波快信系統。經過推廣，中正理工學院、香港中文大學、行政院環境保護署、新竹師範學院等皆相繼採用PowerBBS架設站臺。也有許多開發者在PowerBBS的基礎上進一步發展出新型的BBS，如後來廣為流行的Firebird BBS。